# بنجامین بوکپتی
بنجامین بوکپتی (انگلیسی: Benjamin Boukpeti؛ زادهٔ ۴ اوت ۱۹۸۱) قایقران کایاک اهل فرانسه است.
وی در مسابقات کشوری و بین‌المللی در مجموع برندهٔ ۱ مدال برنز شده‌است.